# Desiderio (film 1946)
Desiderio è un film del 1946 diretto da Roberto Rossellini e Marcello Pagliero.

## Trama
Paola, figlia di un ferroviere, fugge dalla sua casa di campagna per trasferirsi in città. Qui, da lavorante in una sartoria, finisce per darsi con un'amica alla prostituzione di alto bordo.
Una mattina viene sconvolta dalla visione di una ragazza suicida, gettatasi nel vuoto. È in questa circostanza che conosce Giovanni, maturo floricoltore. I due si innamorano e in Paola nasce il desiderio di cambiare vita ma non ha il coraggio di raccontare la verità a Giovanni. Così, alcuni giorni dal matrimonio della sorella Anna, decide, dopo anni di assenza, di ritornare al paese natio e di rimanervi per un qualche tempo. Giovanni la raggiungerà per chiedere la sua mano ai suoi genitori.
Il suo ritorno nel piccolo paese di campagna porta però scompiglio: il padre non le rivolge la parola perché a conoscenza del mestiere della figlia, il neo-cognato Nando non sa nulla di queste voci e pensa che Paola lavori ancora come sarta. Rimasto stupito dall'avvenenza della ragazza Nando prova per lei un forte desiderio.
Allo stesso tempo Riccardo, compaesano da cui Paola era stata sedotta anni prima e che conosce il suo recente passato, la ricatta, minacciandola di raccontare la verità a Giovanni. A Paola non rimane che cedere al ricatto ma Nando interviene in tempo.
Paola ora è ancora più sola: la sorella tanto amata la detesta, il cognato la disprezza e Riccardo probabilmente cercherà di creare problemi con Giovanni. Decide allora di buttarsi giù da un ponte.

## Produzione
Il film è ascrivibile al filone dei melodrammi sentimentali, comunemente detto strappalacrime, molto in voga tra il pubblico italiano negli anni del secondo dopoguerra (1945-1955), poi ribattezzato dalla critica con il termine neorealismo d'appendice.
Il critico ceco Mira Liehm sostiene che Roberto Rossellini sarebbe stato sconvolto dal film Ossessione di Luchino Visconti, uscito nel 1943; ed in effetti nell'estate di quell'anno Desiderio ebbe il primo ciak, con il titolo di Scalo merci. Il film fu girato negli stabilimenti ACI alla Farnesina. Alcune scene furono girate nel quartiere popolare di San Lorenzo (Roma), tra ferrovieri e proletariato. Dopo il bombardamento di Roma, in cui il quartiere di San Lorenzo fu duramente colpito, Rossellini si spostò con la sua troupe in Abruzzo, nella cittadina di Tagliacozzo, in cui si riconosce la chiesa della Madonna del Soccorso, cambiando inoltre il titolo in Rinuncia. Dopo l’8 settembre le riprese furono interrotte una seconda volta e la pellicola fu completata infine da Marcello Pagliero, che ne modificò la sceneggiatura. Lihem ricorda il coinvolgimento nell’opera di Massimo Girotti, che sembrerebbe interpretare lo stesso personaggio di Ossessione, e di Giuseppe De Santis che ne era stato uno degli sceneggiatori.

## Distribuzione
Il film venne distribuito nel circuito cinematografico italiano il 5 maggio del 1946. 
Fu in seguito ritirato dalla circolazione e ridotto dalla censura a 73 minuti e nuovamente ridistribuito nei cinema il 9 settembre del 1946. Uno dei motivi fu la scena in cui si vede la protagonista Paola a seno nudo.

## Incassi
Incasso accertato nelle sale a tutto il 31 dicembre 1952, 26.400.000 lire dell'epoca.